# Gilbert Durand

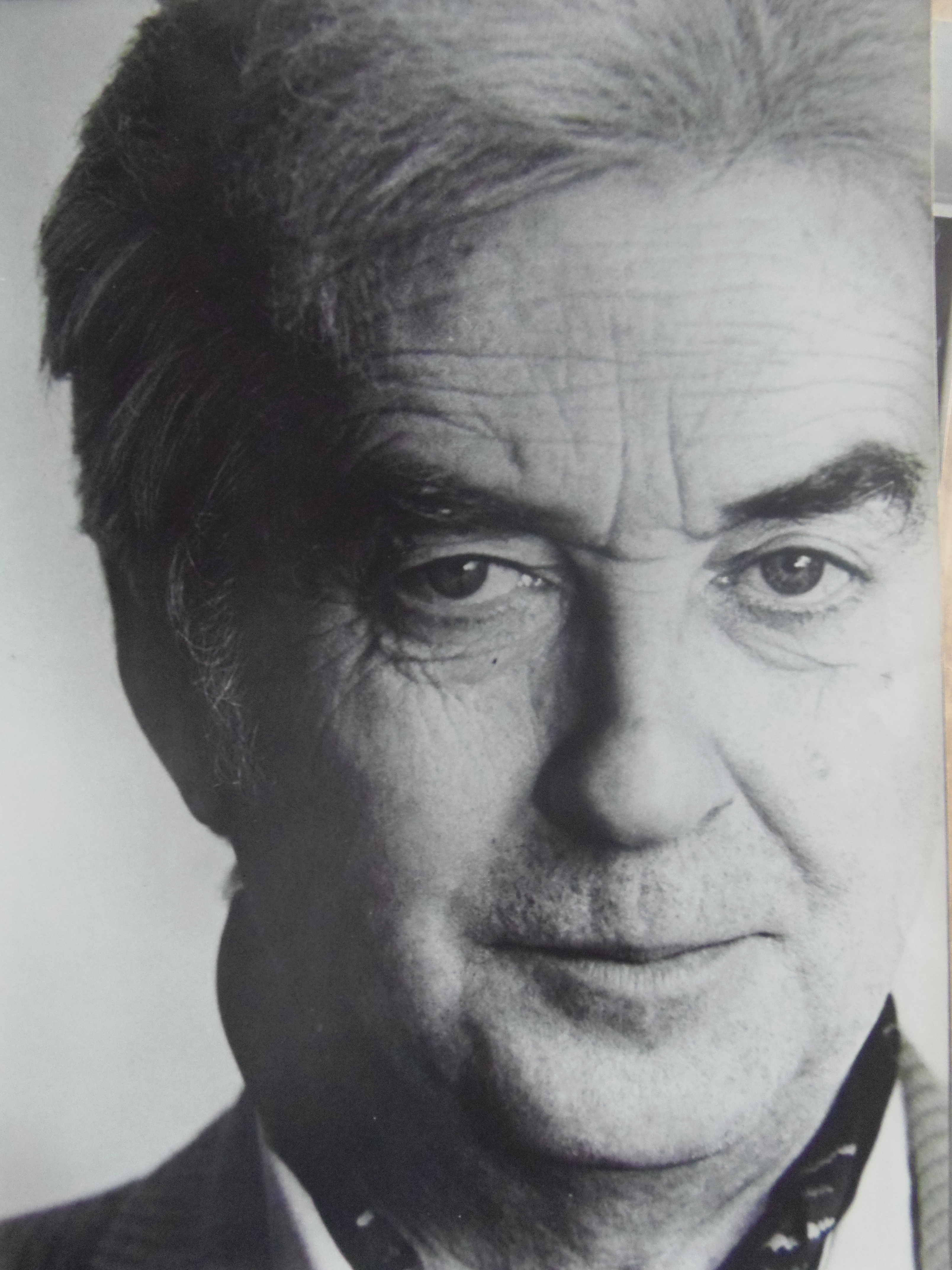
Gilbert Durand

Gilbert Durand (ur. 1 maja 1921 w Chambéry, Sabaudia, zm. 7 grudnia 2012) – filozof francuski, badacz wyobrażeń, symboli, mitów.

## Życiorys
Gilbert Durand studiował filozofię, po wojnie w 1947 roku uzyskując agrégé. W czasie II wojny światowej od 1940 roku walczył po zgłoszeniu się ochotniczo do Francuskiego Korpusu Zbrojnego. W 1944 roku był więziony przez osiem miesięcy przez Gestapo. W latach 50. osiedlił się w Grenoble, tam też w 1956 roku podjął pracę na miejscowym uniwersytecie. W 1959 roku uzyskał doktorat z zakresu nauk humanistycznych. W 1962 roku uzyskał tytuł profesora zwyczajnego. W 1966 roku był współzałożycielem Ośrodka Badań nad Wyobraźnią (ośrodek ten działał w ramach CNRS)
Duży wpływ na Gilberta Duranda wywarli jego pierwsi mistrzowie Ferdinand Alquié i Gaston Bachelard. Duże znaczenie dla jego naukowego rozwoju miały też spotkania z Henry Corbin'em i Mircea Eliade. Pozostawał też pod wpływami intelektualnymi Carla Gustava Junga, którego jednak nie miał okazji poznać osobiście.
Był członkiem wielu instytucji naukowych, zajmując ważne i eksponowane miejsce w życiu naukowym we Francji, oprócz pracy naukowej zajmował się też działalnością naukowo-populizatorską wygłaszając odczyty i wykłady.
Międzynarodowe uznanie przyniosły mu szczególnie dwie prace: Antropologiczne struktury wyobraźni (1960) i Wyobraźnia symboliczna (1964). Durand przedstawił koncepcję, w myśl której pierwotne struktury wyobraźni symbolicznej, jakie można odnaleźć w mitach, rytuałach, obyczajach, sztuce i literaturze różnych ludów i narodów cechuje uniwersalność. Struktury takie nie były jednak tożsame z jungowskimi archetypami.
Durand dążył do całościowego spojrzenia na człowieka sprzeciwiając się specjalizacji we współczesnych naukach humanistycznych. Myśl Duranda znalazła się w opozycji do freudyzmu, historycyzmu i strukturalizmu. Durand prezentował radykalny antyhistoryzm uważając, że postawy historyczne nie są przydatne w wyjaśnianiu mitów czy pierwotnych struktur wyobraźni. Zamiast tego odwoływał się do pojęcia tradycji – jednak tradycji rozumianej bardzo szeroko. Odrzucał też neopozytywistyczny scjentyzm proponując zamiast tego swoisty pluralizm otwartego racjonalizmu. Z tego też względu uważał, że mity należy badać inaczej niż robili to Bronisław Malinowski czy Claude Lévi-Strauss. Atakował też wszelkie formy, także skryte, europocentryzmu (zob. też etnocentryzm), rasizmu i nacjonalizmu.
Durand podkreślał doniosłą rolę myślenia obrazem i odwoływania się do symboli w takim myśleniu (myślenie pojęciowe, które odwołuje się do języka to tylko cześć sfery myśli). W swej radykalnej konkluzji związał symbol i myślenie obrazem z jakąś formą transcendencji stąd też zarzucano mu zwrot ku pewnemu rodzajowi spirytualizmu i włączenie się w nurt współczesnego irracjonalizmu. Do dziś jego teorie wywołują dyskusje i wzbudzają silny opór wśród różnych środowisk naukowych.
Do uczniów Duranda należy między innymi Michel Maffesoli.

## Tłumaczenia na j. polski i opracowania
- Wyobraźnia symboliczna, tł. i przedmowa Cezary Rowiński, Warszawa 1986, PWN, ISBN 83-01-06679-2
- Stanisław Jasionowicz Roland Barthes – Gilbert Durand. Wizje pluralizmu kultury, Kraków 1999, Wydawnictwo Naukowe Akademii Pedagogicznej, ISBN 83-7271-015-5
- Krystyna Falicka (red.) Potęga świata wyobrażeń czyli archetypologia według Gilberta Duranda, Lublin 2002, Wydawnictwo UMCS, ISBN 83-227-1856-X, zawiera antologię tekstów Gilbarta Duranda w tym tłumaczenie obszernych fragmentów Antropologiczne struktury świata wyobrażeń